# 가치봄영화제
가치봄영화제(Persons with Disabilities Film Festival, PDFF, 이전 명칭: 장애인영화제)는 대한민국의 비영리 영화제이다. 2000년 처음 개최된 장애인 인권을 주제로 한 대한민국의 영화제로서 장애인의 문화향유권을 증진하고, 장애인과 비장애인이 영화 매개로 소통하는 것을 목적으로 매년 개최되고 있다. 매년, 장애소재나 장애인이 영화제작에 주체적으로 참여한 작품을 대상으로 경쟁을 통해 수상작을 선정하고 있으며, 영화제작비용을 일부 지원하는 사전제작지원 공모도 함께 진행하고 있다.
비영리이기 때문에 모든 영화 작품은 무료로 상영된다. 2000년 11월부터 해마다 개최되고 있으며 장애를 소재로 하거나 장애인이 제작에 참여한 영화 약 30편을 선정하여 상영하고 시상한다. 영화제 기간 동안에 시청각장애인이 함께 즐길 수 있도록 한글자막, 화면해설을 동시에 제공하는 버전을 무료로 상영하며 이를 가치봄으로 부른다.